# Muncq-Nieurlet
Muncq-Nieurlet és un municipi francès situat al departament del Pas de Calais i a la regió dels Alts de França. L'any 2007 tenia 614 habitants.

## Demografia

### Població
El 2007 la població de fet de Muncq-Nieurlet era de 614 persones. Hi havia 204 famílies de les quals 37 eren unipersonals (8 homes vivint sols i 29 dones vivint soles), 54 parelles sense fills, 96 parelles amb fills i 17 famílies monoparentals amb fills.
La població ha evolucionat segons el següent gràfic:
Habitants censats

### Habitatges
El 2007 hi havia 253 habitatges, 211 eren l'habitatge principal de la família, 35 eren segones residències i 7 estaven desocupats. 224 eren cases i 5 eren apartaments. Dels 211 habitatges principals, 167 estaven ocupats pels seus propietaris, 41 estaven llogats i ocupats pels llogaters i 3 estaven cedits a títol gratuït; 5 tenien una cambra, 16 en tenien dues, 28 en tenien tres, 37 en tenien quatre i 126 en tenien cinc o més. 130 habitatges disposaven pel capbaix d'una plaça de pàrquing. A 68 habitatges hi havia un automòbil i a 120 n'hi havia dos o més.

### Piràmide de població
La piràmide de població per edats i sexe el 2009 era:
| Homes | Edats   | Dones |
| ----- | ------- | ----- |
| 0     | 95 o +  | 0     |
| 4     | 90 a 94 | 0     |
| 0     | 85 a 89 | 8     |
| 0     | 80 a 84 | 0     |
| 4     | 75 a 79 | 8     |
| 4     | 70 a 74 | 12    |
| 4     | 65 a 69 | 0     |
| 12    | 60 a 64 | 12    |
| 4     | 55 a 59 | 8     |
| 20    | 50 a 54 | 12    |
| 16    | 45 a 49 | 12    |
| 20    | 40 a 44 | 24    |
| 28    | 35 a 39 | 16    |
| 12    | 30 a 34 | 20    |
| 8     | 25 a 29 | 16    |
| 4     | 20 a 24 | 12    |
| 32    | 15 a 19 | 20    |
| 24    | 10 a 14 | 12    |
| 40    | 5 a 9   | 12    |
| 20    | 0 a 4   | 16    |

## Economia
El 2007 la població en edat de treballar era de 399 persones, 292 eren actives i 107 eren inactives. De les 292 persones actives 257 estaven ocupades (154 homes i 103 dones) i 36 estaven aturades (16 homes i 20 dones). De les 107 persones inactives 25 estaven jubilades, 27 estaven estudiant i 55 estaven classificades com a «altres inactius».

### Ingressos
El 2009 a Muncq-Nieurlet hi havia 215 unitats fiscals que integraven 627,5 persones, la mediana anual d'ingressos fiscals per persona era de 16.922 €.

### Activitats econòmiques
Dels 12 establiments que hi havia el 2007, 2 eren d'empreses de construcció, 2 d'empreses de comerç i reparació d'automòbils, 2 d'empreses de transport, 2 d'empreses d'hostatgeria i restauració, 2 d'empreses de serveis i 2 d'empreses classificades com a «altres activitats de serveis».
Dels 4 establiments de servei als particulars que hi havia el 2009, 1 era un electricista, 1 empresa de construcció i 2 perruqueries.
L'any 2000 a Muncq-Nieurlet hi havia 9 explotacions agrícoles.

## Equipaments sanitaris i escolars
El 2009 hi havia una escola elemental integrada dins d'un grup escolar amb les comunes properes formant una escola dispersa.

## Poblacions més properes
El següent diagrama mostra les poblacions més properes.